# Adolfsburg (Treffurt)
Der Berg Adolfsburg hat eine Gipfelhöhe von 378,7 m ü. NN und liegt auf dem Gebiet der Stadt Treffurt im nordwestlichen Teil des Wartburgkreises. Der Berg besteht aus Muschelkalk und zählt zum Naturpark Eichsfeld-Hainich-Werratal.

## Geografie und Geschichte
Der auf der West- und Nordseite bewaldete Berg befindet sich an der Nahtstelle der Falkener Platte zu den Wanfrieder Werrahöhen, nahe der Grenze Thüringens zu Hessen. Die steil zum Werratal abfallende Südseite zeigt großflächige Felspartien. Ein westlicher Ausläufer ist der Töpferberg.
Der Berg ist nach einer dort von Truppen des deutschen Königs Adolf von Nassau errichteten hölzernen Belagerungsburg benannt. Auf historischen Karten befindet sich jedoch die Bezeichnung „Die Arnts Burg“ beziehungsweise „Die Arentz Burg“. Dicht östlich befindet sich auf einem Sporn in Mittelhanglage die Burg Normannstein, sie war einst das Angriffsziel der Belagerung. Unterhalb der Burg Normannstein tritt die Normannsteinquelle als stark schüttender Spring zu Tage.
Über den Berg verläuft eine mittelalterliche Handelsstraße als Kammweg, die sich am „Steinernen Mann“ (alte Grenz- und Wegemarkierung) teilt. Der östliche Zweig führt in Richtung Grenzhaus Heyerode, in die Vogtei Dorla und nach Mühlhausen. Der nach Norden abzweigende Weg verkürzte den Weg zum Treffurter Stadtwald, zum Gut Karnberg und zu den Nachbarorten im Südeichsfeld.
Auf dem Berggipfel befindet sich eine Schutzhütte mit einem Aussichtspunkt über das Stadtgebiet Treffurts und das hessisch-thüringische Grenzgebiet am Heldrastein. Der Wanderweg zum Gipfel führt durch eine hundertjährige Kirschplantage der Treffurter Bürger. Die knorrigen Bäume tragen kaum noch Früchte, werden aber als Landschaftselemente und als naturschutzfachlich wertvolle Streuobstwiese bewahrt, ein Neuaufbau der Plantage unter dem Aspekt des Obstanbaues wäre unrentabel.